# Ziegeleibetriebs-GmbH
Seit 1865 bestand die Ziegelei Hagelauer in Sossenheim, sie später unter dem Namen Ziegeleibetriebs-GmbH firmierte und ab 1912 unter der Leitung von Eduard Rübsaamen stand. Sie war die größte der zahlreichen Ziegeleien, die es ab dem 19. Jahrhundert in Sossenheim gegeben hatte. Sie befand sich auf einem großen Grundstück in der heutigen Robert-Dißmann-Siedlung und der Westerbachstraße (Nr. 272–302) samt Baracken für die dort arbeitenden Beschäftigten. Spätestens ab 1940 wurden in der Ziegelei Zwangsarbeiter eingesetzt. Konkret nachweisen lassen sich 18 Deutsche jüdischen Glaubens, die zwischen 1940 und 1941 dort arbeiten mussten, sowie 27 Zwangsarbeiter aus der Sowjetunion (aus Russland und der Ukraine), die von 1942 an bis zum Kriegsende 1945 dort eingesetzt wurden. Zur letztgenannten Gruppe gehörten auch drei 14- bis 15-jährige Kinder, darunter auch ein Mädchen.
Im Oktober 2024 wurde zum Gedenken an die Zwangsarbeiterinnen und Zwangsarbeiter ein Stolperkopfstein in Höhe der Westerbachstraße 300 gelegt.
Das Lager Ziegelei Sossenheim ist das weitere Zwangsarbeiterlager neben dem Lager Volkshaus Siegener Straße 22.